# Transliminalité
La transliminalité (transliminality en anglais, littéralement « fait d'aller au-delà du seuil ») est un concept proposé par le parapsychologue Michael Thalbourne. 
Ce trait fait référence à des frontières atténuées entre la part consciente et la part inconsciente de l'esprit. Pour cet auteur, une transliminalité élevée serait associée à une propension accrue à avoir des expériences mystiques, une plus grande créativité et une croyance accrue dans les phénomènes paranormaux; mais Thalbourne a aussi montré que cette transliminalité peut être corrélée positivement au psychoticisme.

## Sources
- Thalbourne, M.A., Bartemucci, L., Delin, P.S., Fox, B. & Nofi, O. (1997). Transliminality: Its Nature and Correlates. Journal of the American Society for Psychical Research, 91, 305-332
- Thalbourne, M..A. & Delin, P.S. (1994) A common thread underlying belief in the paranormal, mystical experience and psychopathology Journal of Parapsychology, 58, 3-38
- Thalbourne, M..A. & Delin, P.S. (1999). Transliminality: Its Relation to Dream Life, Religiosity and Mystical Experience. The International Journal for the Psychology of Religion, 9, 45-61
- À propos de la notion de seuil Conscient/Inconscient en parapsychologie